# Otavit
Otavit oder auch Cadmiumspat ist ein selten vorkommendes Mineral aus der Mineralklasse der „Carbonate und Nitrate“ mit der chemischen Zusammensetzung Cd[CO3] und ist damit chemisch gesehen ein Cadmiumcarbonat.
Otavit kristallisiert im trigonalen Kristallsystem und findet sich überwiegend in Form von krustigen Überzügen, entwickelt aber selten auch rhomboedrische Kristalle bis etwa zwei Millimeter Größe.
Reine Otavitkristalle sind farblos und durchsichtig. Durch vielfache Lichtbrechung aufgrund von Gitterbaufehlern oder polykristalliner Ausbildung kann Otavit aber auch weiß erscheinen und durch Fremdbeimengungen eine gelblichbraune bis rötlichbraune Farbtönung annehmen. Sichtbare Kristallflächen weisen einen starken glas- bis diamantähnlichen Glanz auf, mikrokristalline, krustige Formen schimmern dagegen eher perlmuttartig.

## Etymologie und Geschichte
Erstmals entdeckt wurde Otavit in der Tsumeb Mine in Namibia und beschrieben 1906 durch Otto Schneider, der das Mineral nach seinem Fundgebiet, den Otavibergen, benannte.

## Klassifikation
In der mittlerweile veralteten, aber noch gebräuchlichen 8. Auflage der Mineralsystematik nach Strunz gehörte der Otavit zur gemeinsamen Mineralklasse der „Carbonate, Nitrate und Borate“ und dort zur Abteilung der „Wasserfreien Carbonate ohne fremde Anionen“, wo er zusammen mit Calcit, Gaspéit, Magnesit, Rhodochrosit, Siderit, Smithsonit, Sphärocobaltit und Vaterit die „Calcitgruppe“ bildete.
Die seit 2001 gültige und von der International Mineralogical Association (IMA) verwendete 9. Auflage der Strunz’schen Mineralsystematik ordnet den Otavit in die Klasse der „Carbonate und Nitrate“ (die Borate bilden hier eine eigene Klasse) und dort in die Abteilung der „Carbonate ohne zusätzliche Anionen; ohne H2O“ ein. Diese Abteilung ist allerdings weiter unterteilt nach der Art der beteiligten Kationen, so dass das Mineral entsprechend seiner Zusammensetzung in der Unterabteilung „Erdalkali- (und andere M2+) Carbonate“ zu finden ist, wo es zusammen mit Calcit, Gaspéit, Magnesit, Rhodochrosit, Siderit, Smithsonit und Sphärocobaltit die „Calcitgruppe“ mit der System-Nr. 5.AB.05 bildet.
Die Systematik der Minerale nach Dana ordnet den Otavit wie die veraltete 8. Auflage der Strunz’schen Systematik in die gemeinsame Klasse der „Carbonate, Nitrate und Borate“ und dort in die Abteilung der „Wasserfreien Carbonate“. Hier ist er zusammen mit Calcit, Magnesit, Siderit, Rhodochrosit, Sphärocobaltit, Smithsonit und Gaspéit in der „Calcitgruppe (trigonal: R-3c)“ mit der System-Nr. 14.01.01 innerhalb der Unterabteilung der „Wasserfreien Carbonate mit einfacher Formel A+CO3“ zu finden.

## Kristallstruktur
Otavit kristallisiert trigonal in der Raumgruppe R3c (Raumgruppen-Nr. 167) mit den Gitterparametern a = 4,93 Å und c = 16,27 Å sowie 6 Formeleinheiten pro Elementarzelle.

## Eigenschaften
Otavit löst sich ähnlich wie Calcit sehr leicht in Salzsäure und schäumt dabei unter brausendem Geräusch auf. Schwefelwasserstoff erzeugt einen gelben Cadmiumniederschlag und auch vor dem Lötrohr zeigt sich auf Kohle ein charakteristischer Cadmiumbeschlag.
Unter UV-Licht zeigen manche Otavite eine rote Fluoreszenz, ähnlich der von neonfarbenen Textmarkern.

## Bildung und Fundorte

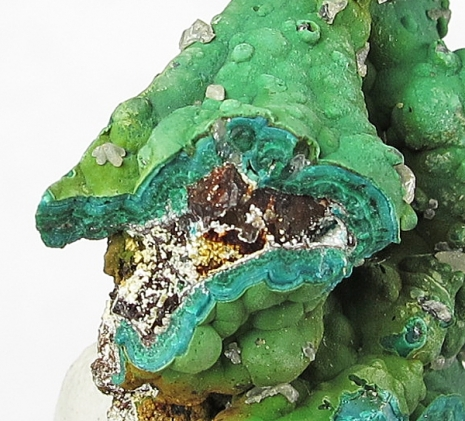
Otavit (weiß, Bildmitte) mit Malachit (grün gebändert) und Cerussit (farblos bis weiß auf Malachit) aus der Tsumeb Mine, Namibia Gesamtgröße: 3,4 cm × 3 cm × 2,2 cm

Otavit bildet sich als seltenes Sekundärmineral in der Oxidationszone von hydrothermalen Erz-Lagerstätten. Begleitminerale sind unter anderem Azurit, Calcit, Cerussit, Fluorit, Hemimorphit, Hydrozinkit, Malachit, Olivenit, Pyromorphit, Rosasit und Smithsonit.
Als seltene Mineralbildung konnte Otavit nur an wenigen Orten nachgewiesen werden, wobei bisher (Stand: 2018) weltweit rund 20 Fundorte dokumentiert sind. Seine Typlokalität Tsumeb Mine ist dabei der bisher einzige bekannte Fundort in Namibia.

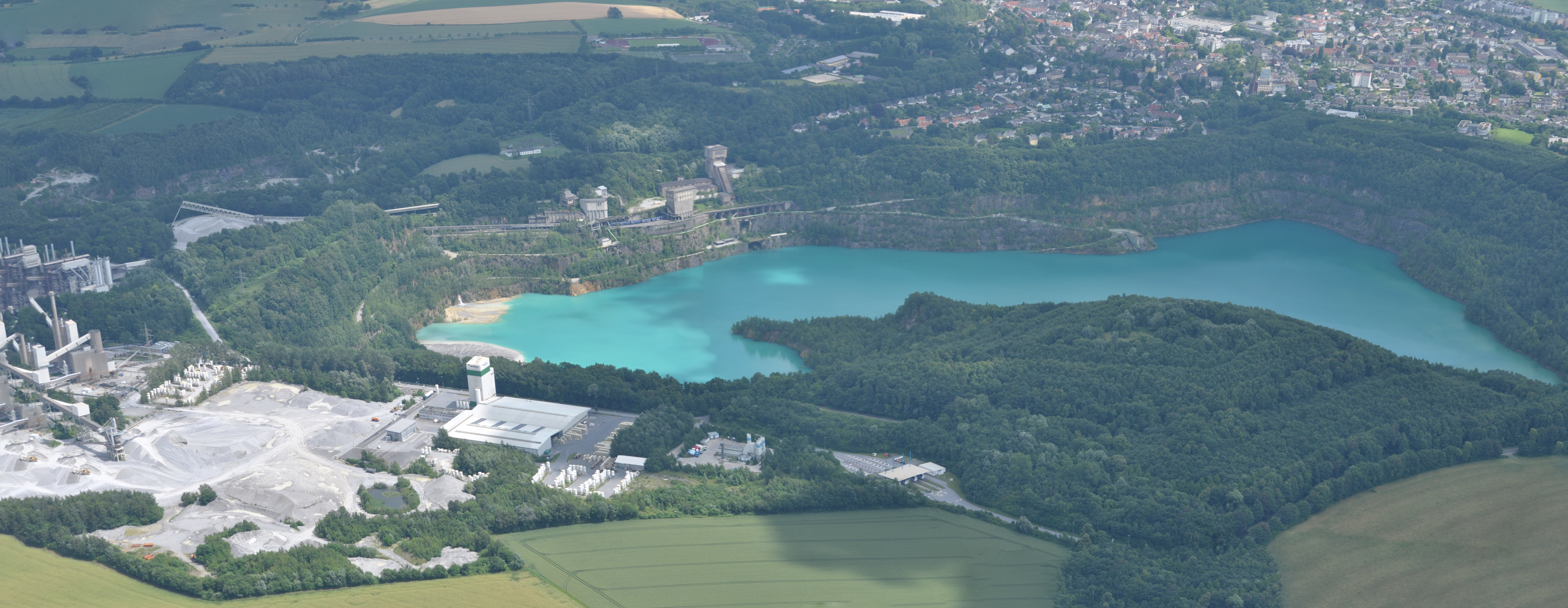
Wassergefüllte Grube Prangenhaus in Deutschland

In Deutschland ist mit dem zum Kalkwerk Flandersbach gehörenden und inzwischen wassergefüllten Steinbruch Prangenhaus bei Wülfrath-Rohdenhaus bisher ebenfalls nur ein Fundort bekannt.
Innerhalb von Europa fand sich das Mineral unter anderem in der Grube Esperanza bei Lavrio in der griechischen Region Attika, in der Grube Sheshodonnell East bei Carron im Westen Irlands, in der privaten Bleierz-Lagerstätte Su Elzu bei Ozieri und den Miniera Montevecchio bei Arbus auf der italienischen Insel Sardinien, in der Grube Sasa bei Probistip im Osten von Mazedonien, am Berg Boranja im Bezirk Podrinje in Serbien, in einer polymetallischen Lagerstätte bei Horní Rokytnice (Oberrochlitz) zu Rokytnice nad Jizerou in Tschechien, bei Zsidótemető in der Gemeinde Legyesbénye im Norden Ungarns sowie im Steinbruch Coldstones bei Greenhow in der englischen Grafschaft North Yorkshire, in der Grube Borrow bei Bishopton in Schottland und im Steinbruch Dolyhir bei Wethel in Wales im Vereinigten Königreich (Großbritannien).
Weltweit kennt man Otavit noch aus dem Tagebau Block 14 bei Broken Hill (New South Wales) sowie aus dem Devon's Cut im Verwaltungsgebiet East Pilbara Shire und der Shangri La Mine bei Kununurra (Western Australia) in Australien; der Cd-Zn-Lagerstätte Niujiaotang bei Duyun (Guizhou) und der Pb-Zn-Lagerstätte Guanmenshan bei Fushun (Liaoning) in China; der Ohbuki Mine bei Hinokage in der japanischen Präfektur Miyazaki; dem Yana-Flussbecken bei Werchojansk in der sibirischen Republik Sacha (Jakutien) in Russland sowie aus der Reef Mine bei Hartford im Cochise County von Arizona, von einer Uran-Prospektion am Huron River im Baraga County von Michigan, der Sterling Mine bei Sterling Hill im Sussex County von New Jersey und der Blanchard Mine bei Bingham im Socorro County von New Mexico in den Vereinigten Staaten von Amerika (USA) sowie bei Mo Ba in der vietnamesischen Provinz Thái Nguyên.